# Mustache Pete

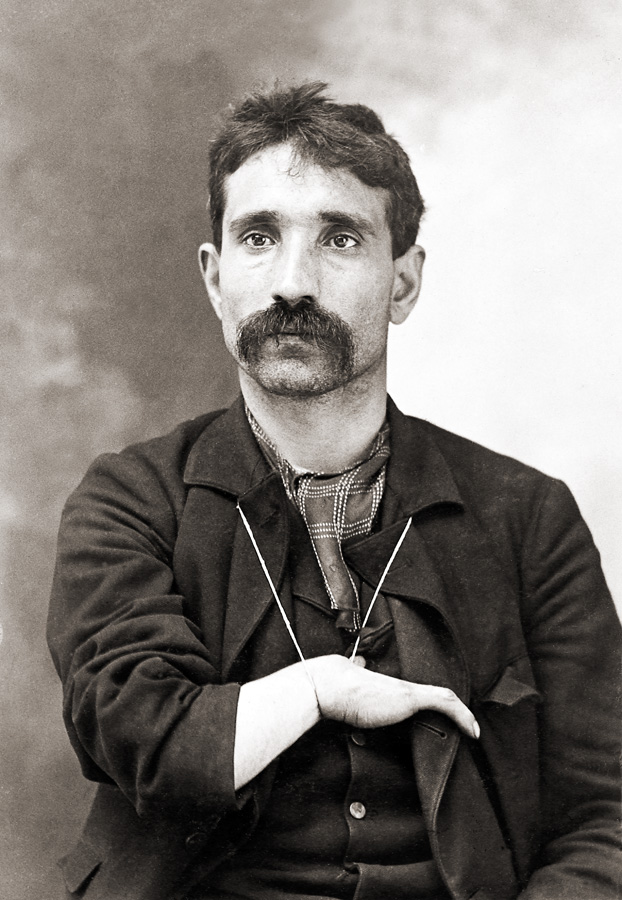
Peter Morello alias Giuseppe „Die Klauenhand“ Morello mit Schnauzbart

Als Mustache Pete wurden Mitglieder der originären sizilianischen Cosa Nostra bezeichnet, die Anfang der 1900er-Jahre nach New York City kamen.
Mustache heißt übersetzt Oberlippenbart. Im ländlichen Sizilien waren diese Bärte um jene Zeit weit verbreitet. Viele italienische Einwanderer waren stark mit der alten Heimat verbunden und verdienten ihr Einkommen durch Importgeschäfte mit italienischen Spezialitäten. Der Begriff Mustache Pete kam damals für Mafia-Angehörige auf – ob diese einen Schnauzer trugen oder nicht.
Das jeweilige Monopol ihrer Importtätigkeiten wurde häufig bereits mit klassischen mafiösen Taktiken wie Einschüchterung, Sabotage, körperlicher Gewalt etc. durchgesetzt. Im Gegensatz zu den jüngeren Italo-Amerikanern kultivierten die Mustache Petes ihre sizilianischen Wurzeln und standen insbesondere dem illegalen Drogenhandel mit Opiaten eher ablehnend gegenüber.
Insbesondere Joe „The Boss“ Masseria stand dabei einer Neuordnung der amerikanischen Cosa Nostra in New York City im Wege, und im Krieg von Castellammare wurden viele der Mustache Petes, die auf unterschiedlichen Seiten standen, getötet oder anderweitig „kaltgestellt“.
So ordnete Joe Masseria die Ermordung von Salvatore D’Aquila an. Beide waren Einwanderer aus Sizilien gewesen, und beide waren die Gründungsväter sich etablierender Mafiafamilien, bzw. der Fünf Familien in New York, die später als Bonanno, Colombo, Gambino, Genovese und Lucchese klassifiziert wurden.
Diese Auseinandersetzung war sozusagen durch einen zuspätgekommenen „Mustache Pete“ ausgelöst worden; Salvatore Maranzano verließ erst Ende der 1920er Jahre Sizilien, um im Auftrag von Don Vito Cascio Ferro, der selbst von 1901 bis 1909 in New York war, dessen Einfluss dort durchzusetzen, und wollte sich selbst zum „Capo di tutti i capi“ (Boss aller Bosse) machen. Zwar gelang ihm noch die Ermordung von Joe Masseria, womit der „Krieg von Castellammare“ praktisch beendet war, aber seine weitreichenden Ambitionen führten auch zu seiner eigenen Ermordung.

## Beispiele
Folgende Personen können als  „Mustache Pete“ gelten:
- Giuseppe Aiello (1890–1930), die Familie unterhielt Importgeschäfte für Olivenöl, Käse und Zucker.
- Salvatore D’Aquila (1878–1928), importierte Käse und Olivenöl aus Sizilien.
- Giuseppe Bonanno († 1901), „Don Pepino“, Urvater der Bonanno-Familie in New York City.
- Salvatore Bonanno († 1915), „Don Turridu“, kehrte 1911 nach Italien zurück.
- Salvatore Maranzano (1886–1931), in Castellammare del Golfo auf Sizilien geboren
- Joe Masseria (1879–1931), wanderte 1903 von Sizilien aus, um dort einer Mordanklage zu entgehen.
- Joseph Profaci (1897–1962), ebenfalls „Don Pepino“ genannt, der praktisch das Monopol auf den Import von Olivenöl nach New York City besaß
- Gaetano „Tom“ Reina (1889–1930), in Corleone geboren, beherrschte in der Bronx den Handel mit Stangeneis.
- Francesco Scalice (1893–1957), kurzzeitig Oberhaupt der Gambino-Familie; sein Spitzname lautete „Don Cheese“, da er mit Käse Handel trieb.
- Ciro Terranova (1889–1938), besaß praktisch das Importmonopol auf Artischocken für New York City.